# Celosia pulchella
Celosia pulchella är en amarantväxtart som beskrevs av Horace Bénédict Alfred Moquin-Tandon. Celosia pulchella ingår i släktet celosior, och familjen amarantväxter. Inga underarter finns listade i Catalogue of Life.